# Aegus nishikawai
Aegus nishikawai es una especie de coleóptero de la familia Lucanidae.

## Distribución geográfica
Habita en Tanimbar (Indonesia).